# Temporada 1936 de las Grandes Ligas de Béisbol
La Temporada 1936 de las Grandes Ligas de Béisbol fue disputada de abril a octubre, con 8 equipos tanto en la Liga Americana como en la Liga Nacional con cada equipo jugando un calendario de 152 partidos. 
La temporada finalizó cuando New York Yankees derrotaron en la Serie Mundial a New York Giants en seis juegos, ganando así su quinto título.

## Premios y honores
- MVP
  - Lou Gehrig, New York Yankees (AL)
  - Carl Hubbell, New York Giants (NL)

## Temporada Regular
| Liga Americana         | Liga Americana | Liga Americana | Liga Americana | Liga Americana | Liga Americana | Liga Americana |
| Equipo                 | V              | D              | CTE            | JD             | LOCAL          | VISITA         |
| ---------------------- | -------------- | -------------- | -------------- | -------------- | -------------- | -------------- |
| New York Yankees       | 102            | 51             | .667           | -              | 56-21          | 46-30          |
| Detroit Tigers         | 83             | 71             | .539           | 19½            | 44-33          | 39-38          |
| Chicago White Sox      | 81             | 70             | .536           | 20             | 43-32          | 38-38          |
| Washington Senators    | 82             | 71             | .536           | 20             | 42-35          | 40-36          |
| Cleveland Indians      | 80             | 74             | .519           | 22½            | 49-30          | 31-44          |
| Boston Red Sox         | 74             | 80             | .481           | 28½            | 47-29          | 27-51          |
| St. Louis Browns       | 57             | 95             | .375           | 44½            | 31-43          | 26-52          |
| Philadelphia Athletics | 53             | 100            | .346           | 49             | 31-46          | 22-54          |

| Liga Nacional         | Liga Nacional | Liga Nacional | Liga Nacional | Liga Nacional | Liga Nacional | Liga Nacional | Liga Nacional |
| Equipo                | V             | D             | CTE           | JD            | LOCAL         | VISITA        |               |
| --------------------- | ------------- | ------------- | ------------- | ------------- | ------------- | ------------- | ------------- |
| New York Giants       | 92            | 62            | .597          | -             | 52-26         | 40-36         |               |
| St. Louis Cardinals   | 87            | 67            | .565          | 5             | 43-33         | 44-34         |               |
| Chicago Cubs          | 87            | 67            | .565          | 5             | 50-27         | 37-40         |               |
| Pittsburgh Pirates    | 84            | 70            | .545          | 8             | 46-30         | 38-40         |               |
| Cincinnati Reds       | 74            | 80            | .481          | 18            | 42-34         | 32-46         |               |
| Boston Bees           | 71            | 83            | .461          | 21            | 35-43         | 36-40         |               |
| Brooklyn Dodgers      | 67            | 87            | .435          | 25            | 37-40         | 30-47         |               |
| Philadelphia Phillies | 54            | 100           | .351          | 38            | 30-48         | 24-52         |               |

## Postemporada
AL New York Yankees (4) vs. NL New York Giants (2)
|                                                          |
| Campeón de las Grandes Ligas New York Yankees 5.º título |

## Líderes de la liga

### Liga Americana
Líderes de Bateo 
| Categoría           | Jugador      | Equipo | Marca |
| ------------------- | ------------ | ------ | ----- |
| Porcentaje de bateo | Luke Appling | CHW    | .388  |
| Cuadrangulares      | Lou Gehrig   | NYY    | 49    |
| Carreras Impulsadas | Hal Trosky   | CLE    | 162   |
| Carreras Anotadas   | Lou Gehrig   | NYY    | 167   |
| Hits                | Earl Averill | CLE    | 232   |
| Robo de Bases       | Lyn Lary     | SLB    | 37    |

Líderes de Pitcheo 
| Categoría         | Jugador       | Equipo | Marca |
| ----------------- | ------------- | ------ | ----- |
| Victorias         | Tommy Bridges | DET    | 23    |
| Derrotas          | Gordon Rhodes | PHA    | 20    |
| ERA               | Lefty Grove   | BOS    | 2.81  |
| Ponches           | Tommy Bridges | DET    | 175   |
| Entradas Lanzadas | Wes Ferrell   | BOS    | 301   |
| Juegos salvados   | Pat Malone    | NYY    | 9     |

### Liga Nacional
Líderes de Bateo 
| Categoría           | Jugador       | Equipo | Marca |
| ------------------- | ------------- | ------ | ----- |
| Porcentaje de bateo | Paul Waner    | PIT    | .373  |
| Cuadrangulares      | Mel Ott       | NYG    | 33    |
| Carreras Impulsadas | Joe Medwick   | STL    | 138   |
| Carreras Anotadas   | Arky Vaughan  | PIT    | 122   |
| Hits                | Joe Medwick   | STL    | 223   |
| Robo de Bases       | Pepper Martin | STL    | 23    |

Líderes de Pitcheo 
| Categoría         | Jugador       | Equipo | Marca |
| ----------------- | ------------- | ------ | ----- |
| Victorias         | Carl Hubbell  | NYG    | 26    |
| Derrotas          | Bucky Walters | PHI    | 21    |
| ERA               | Carl Hubbell  | NYG    | 2.31  |
| Ponches           | Van Mungo     | BRO    | 238   |
| Entradas Lanzadas | Dizzy Dean    | STL    | 315   |
| Juegos salvados   | Dizzy Dean    | STL    | 11    |